# Arborophila davidi
La arborófila de David (Arborophila davidi) es una especie de ave galliforme en la familia Phasianidae que vive en el sudeste asiático.

## Distribución
Se encuentra en las selvas húmedas del sur de Vietnam y el este de Camboya. Está amenazada por la pérdida de su hábitat.